# جان کولترین
جان ویلیام کولترِین (به انگلیسی: John William Coltrane) (متولد ۲۳ سپتامبر ۱۹۲۶- درگذشت ۱۷ ژوئیه ۱۹۶۷)، معروف به ترِین، آهنگساز و نوازندهٔ ساکسوفون جاز آمریکایی بود.
با وجود اینکه او از سال ۱۹۴۶ به‌طور پراکنده به ضبط موسیقی می‌پرداخت، تا پس از سال ۱۹۵۵ دوران آهنگ‌سازی و ضبط او به‌طور جدی آغاز نشده بود. از سال ۱۹۵۷ به بعد او تعداد زیادی آلبوم تهیه و ضبط کرد که بعضی پس از مرگش در سال ۱۹۶۷ به انتشار رسیدند.
او که یکی از مؤثرترین موسیقی‌دانان جز به‌شمار می‌رود، معمولاً برای تغییر قالب جز مدرن و همچنین به عنوان اصلی‌ترین الگوی نسل‌های بعدی ساکسوفون‌نوازان شناخته می‌شود. او به همراه کلمن هاوکینز، لستر یانگ و سانی رالینز انتظار شنوندگان را برای همیشه از آوای ساز ساکسوفون تغییر دادند.

## ۱۹۵۹–۱۹۵۵
تابستان سال ۱۹۵۵ نقطه عطفی در دوران کاری جان به‌شمار می‌رود. در این سال مایلز دیویس که بعد از ترک اعتیاد آمادهٔ راه‌اندازی گروه جدیدی بود، با جان تماس گرفت و او را برای نواختن ساکسوفون در اولین گروه پنج نفری بزرگ خود دعوت کرد. دعوتی که پذیرفته شد و حاصل آن یک همکاری موفق از اکتبر ۱۹۵۵ تا آوریل ۱۹۵۷ بود. اولین نشانه‌های نبوغ کولترین در طول این همکاری هویدا شد.
از اواخر ۱۹۵۷ کلترین برای مدتی کوتاه با تلانیوس مانک نواخت که حاصل کار دو کنسرت معروف شهر نیویورک و فایو سپات بود. در همین مدت او شروع به رهبری گروه کرد که منجر به تعداد زیادی جلسه ضبط برای شرکت صفحه‌پرکنی پرستیژ شد. آلبوم معروف بلوترین حاصل همین دوران بود.
در سال ۱۹۵۸ او دوباره به مایلز دیویس پیوست و در همین زمان بود که توجه منتقدان به شیوه جدیدی که او در نواختن ساکسوفون ابداع کرده بود جلب شد. شیوهٔ او که شامل نواختن تعداد زیادی نت به سرعت و در زمانی کوتاه بود برای آن زمان کاملاً بدیع بود. عده‌ای از منتقدین این روش را خشن و حتی زمخت می‌دانستند. این شیوه در عین سرعت، قالب‌های تکرار شونده‌ایی را هم در بر می‌گرفت. ایرا گیتلر، منتقد جاز نام «ورقه‌هایی از صدا» را برای این سبک به کار برده‌است. این دوره همکاری کولترین با مایلز، کننبال ادرلی، بیل ایوانز، و نوازنده‌های نام‌دار دیگر یکی از موفق‌ترین گروه‌های تاریخ موسیقی جاز را به وجود آورد که آلبوم‌هایی نظیر به نوعی غمگین و مایلستونز حاصل آن بود. در همین سال کولترین به ضبط کارهای خودش از قبیل آلبوم مطرح جاینت ستپز برای آتلانتیک رکوردز پرداخت. در این دوران او شروع به نواختن ساکسوفون سوپرانو کرد، سازی که در آن زمان در جاز غیر مرسوم محسوب می‌شد.

## کوارتت کلاسیک (۱۹۶۰–۱۹۶۵)
در سال ۶۰ برای اولین بار کولترین گروهی چهار نفره (کوارتت) گرد هم آورد متشکل از پیانیست مک‌کوی تاینر، بیسیست آرت دیویس و درامر الوین جونز. او قراردادی با آتلانتیک رکوردز امضا کرد که مهم‌ترین ثمره آن آلبوم معروف چیزهای محبوب من بود. در پایان این قرارداد کولترین با ایمپالس وارد قرارداد شد و تا آخر دوران کاری بیشتر آثار خود را با همین شرکت منتشر کرد. در همین دورهٔ زمانی اریک دالفی به گروه پیوست و گروه در ونگارد ویلیج کنسرت‌های بسیار موفقی اجرا کرد. کارهای این کنسرت نشانگر جریان جدید کاریی بود که گروه در پیش گرفته بود. جریانی که تحت تأثیر موسیقی هندی و در عین حال دو جریان جدید مودال جاز و جاز آزاد بود. این سیاق جدید واکنش‌های متفاوتی را در بین منتقدان و شنوندگان برانگیخت. تا حدی که مجله داون بیت، موسیقی او را «ضد جاز» نامید . شاید به خاطر همین فشارها بود که کولترین در استودیو آلبوم‌های عادی‌تری اجرا می‌کرد. او با دوک الینگتون و جانی هارتمن دو آلبوم ضبط کرد و همچنین اثر ملودیک بالادز را بیرون داد.
در سال ۱۹۶۴ کولترین A Love Supreme را منتشر کرد که یکی از پیچیده‌ترین و در عین حال موفقترین آلبوم‌های او بود. این آلبوم منادی سبک جدیدی بود که او در پیش گرفته بود. سبکی که بیشتر مبتنی بر مفاهیم روحانی بود و موسیقی چند لایه‌ای را به نمایش می‌گذاشت.

## کوارتت دوم (۱۹۶۵–۱۹۶۷)
در سال‌های آخر همکاریش با کوارتت کلاسیک خود، کولترین توجه روزافزونی به جاز آوانگارد نشان می‌داد و به نظر می‌رسید او تحت تأثیر سبک نوازندگی آلبرت آیلر قرار گرفته‌است. در اواخر ۱۹۶۵ او انتزاعی‌تر از همیشه می‌نواخت و بیشتر از ساز تنور استفاده می‌کرد. در همین دوران او کارهایی از قبیل گذار (آلبوم) و چیزی جدید در نیوپورت را به همراه کوارتت کلاسیک ضبط کرد. در گام بعدی او از نوازنده‌های آوانگارد جدیدی چون آرچی شپ، فارو سندرز و رشید علی نیز گاهی در گروه استفاده کرد. با ورود این نوازندگان گروه سیاق جدیدی در پیش گرفت که در سبک جاز آزاد به‌شمار می‌رفت و باعث شد اعضا قبلی از گروه جدا شوند. به طوری که نهایتاً گروه جدید کولترین را فارو سندرز نوازندهٔ تنور ساکسوفون، آلیس کولترین همسر جدیدش و نوازنده پیانو، جیمی گریسون نوازنده بیس و رشید علی نوازنده درام تشکیل می‌دادند. این گروه جدید که کاملاً در سبک فری جز می‌نواخت مدت زیادی دوام نیاورد چون در سال ۱۹۶۷ کولترین به علت سرطان کبد درگذشت. مرگ او که غالباً به مصرف بی‌رویه مواد مخدر و الکل در دوران جوانی نسبت داده می‌شود، سرآغاز انتشار انبوه موسیقی ضبط شده توسط او در سال‌های آتی توسط همسرش بود.